# Sofía Esparza Jáuregui
Sofía Esparza Jáuregui (Pamplona, Navarra, 8 de abril de 1994) es una soprano lírica española.

## Biografía
Completó sus estudios  de canto en el Conservatorio Superior de Música de Navarra, donde ganó el Premio Extraordinario de Fin de Estudios. Antes de esto, obtuvo su diploma de Arpa en el Conservatorio Profesional Francisco Escudero de San Sebastián y su licenciatura en Pedagogía Musical con Matrícula de Honor en el Conservatorio Superior de Música de Navarra. 
Ha perfeccionado su técnica y repertorio operístico con grandes maestros como Renato Bruson, Mariella Devia, Alberto Zedda y Giulio Zappa. También ha participado en el master de liederística "Victoria de los Ángeles" en la ESMUC de Barcelona, siendo premiada con la beca "Fundación Victoria de los Ángeles". 
Entre sus numerosos premios se encuentran el Premio al Talento Artístico 2022 otorgado por la Institución Príncipe de Viana, el tercer premio en el VI Concurso Internacional de canto "Un futuro DeArte" 2019, el segundo premio y el premio especial "Alfredo Kraus" en el VI Concurso de Zarzuela de Valleseco (Gran Canaria) 2018 y el segundo premio y el premio "Mejor joven promesa" en el XIV Concurso Internacional Luis Mariano de Irún 2018. También recibió el segundo premio y el "Premio del Público" en el Concurso Internacional Rinaldo Pezzoni de Parma 2017, donde también obtuvo una beca para la Academia de Alto Perfeccionamiento "Renato Bruson" de Busseto. En 2017, ganó los premios "Voz del futuro" y "Ópera de Oviedo" en el XXXV Concurso Internacional de canto de Logroño.
Se ha presentado en importantes teatros españoles como el Teatro de la Zarzuela, el Palacio de las Artes Reina Sofía de Valencia, el Auditorio de Tenerife, la Ópera de Gran Canaria, el Teatro Campoamor de Oviedo, el Teatro Arriaga de Bilbao, el Teatro Monumental de Madrid con la Orquesta Sinfónica de RTVE, en el Auditorio Nacional de Música de Madrid, el Teatro Gayarre y el Auditorio Baluarte de Pamplona, entre otros.  
En su primera presentación en Italia abrió la temporada 2020-2021 del Teatro Comunale de Bolonia como Adina de L’Elisir d’amore. Ha cantado en grandes escenarios de ópera en Georgia, Tbilisi Opera and Ballet State Theatre. 
Algunos de los roles solistas que ha interpretado en ópera y zarzuela en los escenarios ya mencionados son:
Adina de L'elisir d'amore (G. Donizetti), Nannetta de Falstaff (G. Verdi), Oscar de Un ballo in maschera (G. Verdi), Clorinda de La Cenerentola (G.Rossini), Frasquita de Carmen (G. Bizet), Erste Dame de Die Zauberflöte (W.A. Mozart), Papagena de Die Zauberflöte (W.A. Mozart), Berta de Il barbiere di Siviglia (G. Rossini), Giannetta de L'elisir d'amore (G. Donizetti), Anna de Nabucco (G. Verdi), Contessa di Ceprano de Rigoletto (G. Verdi), Rosa de El rey que rabió (R. Chapí), Marola de La tabernera del puerto (P. Sorozábal), Inés de La mensajera (J. Gaztambide), Rosaura de Los Gavilanes (J. Guerrero),  … entre otros.
También ha compartido escenario con artistas de fama mundial como Anna Pirozzi y Plácido Domingo. 
Ha trabajado con directores de orquesta como José Miguel Pérez-Sierra, Iván López-Reynoso, Miquel Ortega, Óliver Díaz, Sergio Alapont, Jordi Bernacer, Nicola Valentini, Jonathan Brandani, Lorenzo Passerini, Alessandro D’Agostini… y directores de escena como Mario Gas, Pablo Maritano, Carlos Wagner, Renato Bonajuto, Bárbara Lluch, María Eugenia Corbacho, Marina Bianchi, Alfonso Romero, Curro Carreras, Raul Vazquez, Ignacio García…
Asimismo, participa en numerosos recitales de música de cámara como el LIFE Victoria Festival de Barcelona o en conciertos con orquesta en todo el territorio nacional.
En 2021 comenzó a formar parte como artista integrante del sello estadounidense “Odradek Records” y sacó al mercado discográfico su primer CD: Canciones para una Reina. Se trata de la primera grabación a nivel mundial de la obra completa para voz y piano del compositor navarro Emilio Arrieta en ocasión de su bicentenario, junto al pianista e investigador Rinaldo Zhok y en colaboración con Nueva Babel y Gobierno de Navarra.
En 2022 gana el Premio a la Promoción del Talento Artístico Navarro. Como resultado del mismo, en 2023 graba un nuevo disco con las canciones inéditas de Francisco Asenjo Barbieri.

## Premios
- Premio al Talento Artístico Navarro (2022)
- VI Concurso Internacional de canto "Un futuro DeArte (3º premio, 2019)
- VI Concurso de Zarzuela de Valleseco (2º premio y premio especial "Alfredo Kraus", 2018)
- XVI Concurso Internacional Luis Mariano de Irún (2º premio y premio "Mejor joven promesa", 2018)
- Concurso Internacional Rinaldo Pezzoni de Parma (2º premio, "Premio del Público", Borsa di studio “Accademia di perfezionamento Renato Bruson”, 2017)
- ‘Premio Extraordinario Fin de Carrera’ en el Conservatorio Superior de Música de Navarra.
- 'XXXV Concurso Internacional de Canto de Logroño (premio "Voz del futuro" y "Ópera de Oviedo", 2017)